# Tramway de Montpellier
Le tramway de Montpellier est un réseau de tramway desservant la ville de Montpellier et sa métropole. Inauguré en l’an 2000, il succède à l'ancien réseau fermé en 1949. Il est placé sous l'autorité de Montpellier Méditerranée Métropole et géré par les Transports de l'agglomération de Montpellier.
Le réseau est planifié et mis en service par étapes à partir des années 1990. La première ligne ouvre à l'été 2000. Elle est ensuite complétée par la ligne 2, ouverte en décembre 2006, puis par les lignes 3 et 4 mises simultanément en service en avril 2012. En 2017, le réseau comporte quatre lignes, pour une longueur totale de 60,5 km.
Le développement du réseau se poursuit depuis alors. Le prolongement de la ligne 1 vers la nouvelle nouvelle gare TGV de Montpellier (Montpellier-Sud-de-France) est prévu fin 2025. La construction d'une cinquième ligne de tramway reliant le nord-ouest au sud-ouest de la métropole est en cours depuis 2019, pour une inauguration prévue en 2025. Des prolongements de la ligne 3 vers l'aéroport et la mer sont à l'étude, mais sont interrompus après l'inauguration de la ligne du fait, entre autres, de l'opposition des maires des communes littorales situées au sud de Montpellier (Palavas-les-Flots et Carnon).

## Historique

### Les deux premiers réseaux
Du 18 juillet 1880 au 7 février 1883, un réseau hippomobile est créé par la Compagnie Générale des Omnibus de Marseille à Montpellier. La ville  compte alors environ 55 000 habitants, soit six fois moins que dans les années 2020. Les trente-neuf chevaux et la vingtaine de voitures parcourent six lignes desservant l'Écusson et ses abords, ainsi que Castelnau-le-Lez. Les fréquences de passage sont de trente minutes ou d'une heure selon les lignes. Ce réseau disparaît en raison d'une mauvaise gestion des rails et des chevaux.
Par la suite, un réseau de tramways électriques est mis en place : les deux premières lignes ouvrent le 20 décembre 1897 et d'autres suivent dès janvier 1898. Elles desservent le territoire de Montpellier et de la commune voisine de Castelnau-le-Lez.
Vieillissant, concurrencé par le développement de l'automobile et notamment de la mise en place d'un réseau de lignes de bus, ce service de tramway est fermé le 1er février 1949,.

Carte animée de l'évolution des infrastructures ferroviaires à Montpellier, dont celle des anciens et actuels tramways, de 1870 à nos jours.

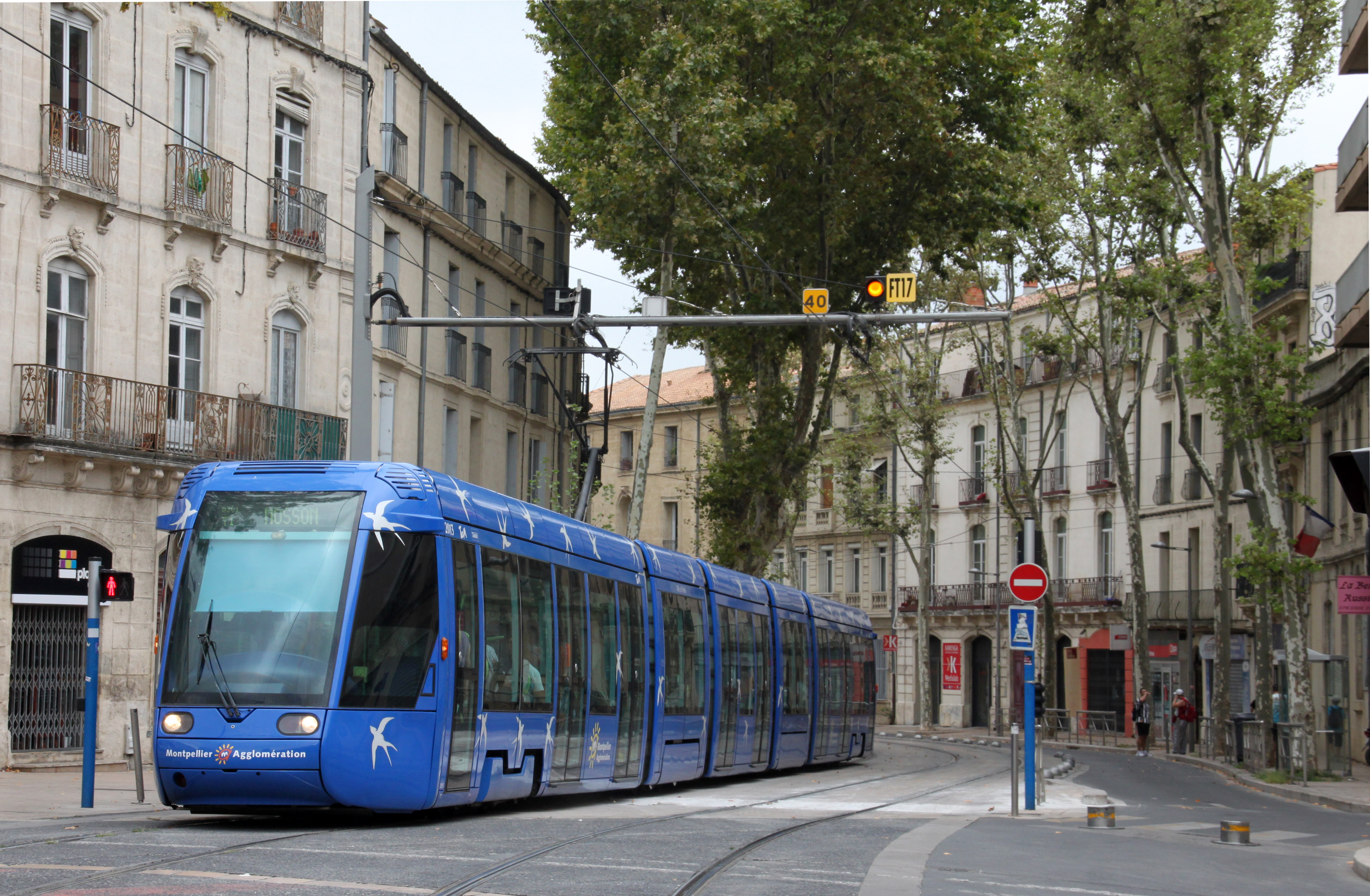
Rame de la ligne 1 sur le boulevard Louis Blanc.

### Le renouveau

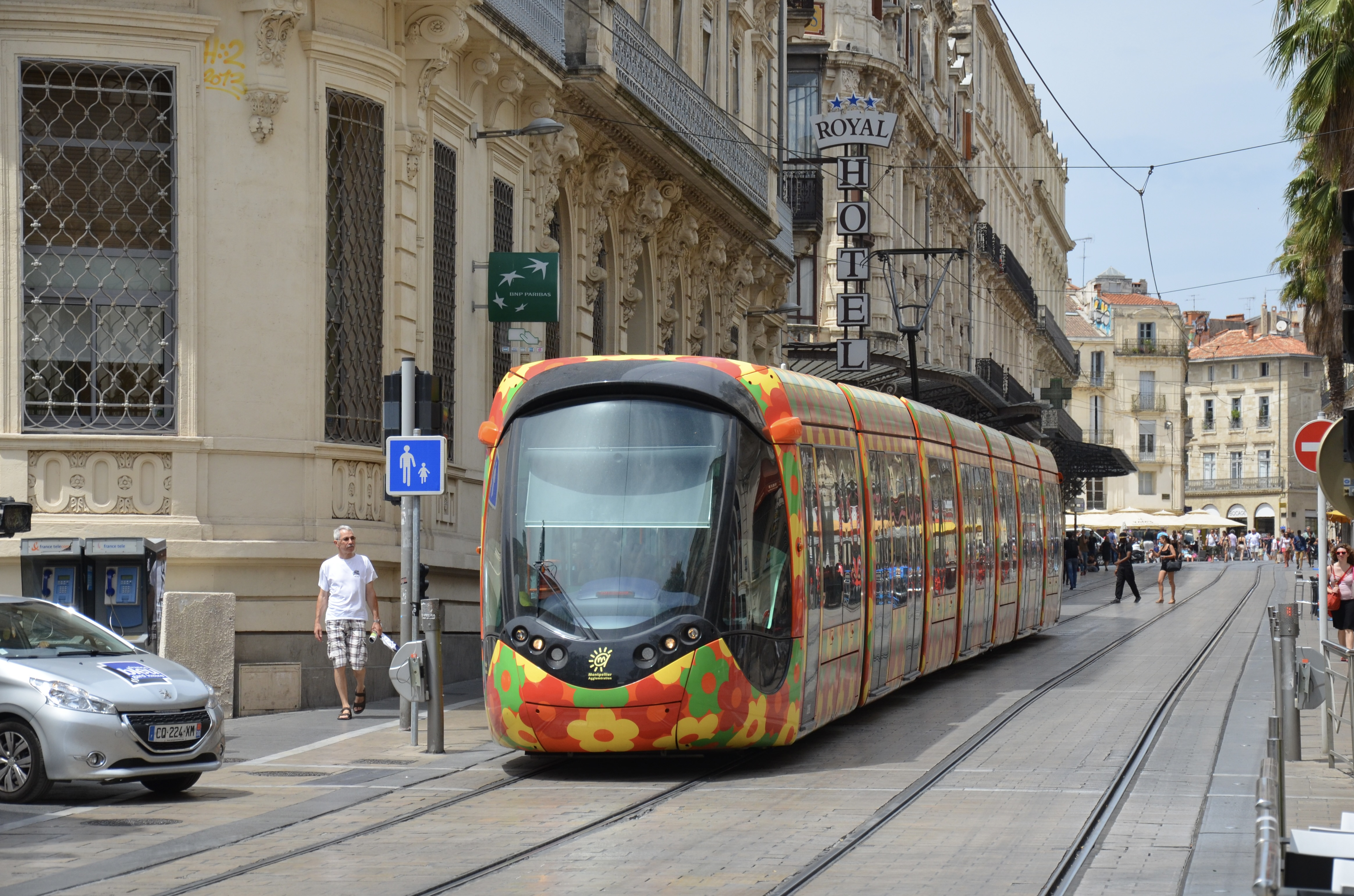
Rame de la ligne 2 (nouvelle génération) sur rue de Maguelone.

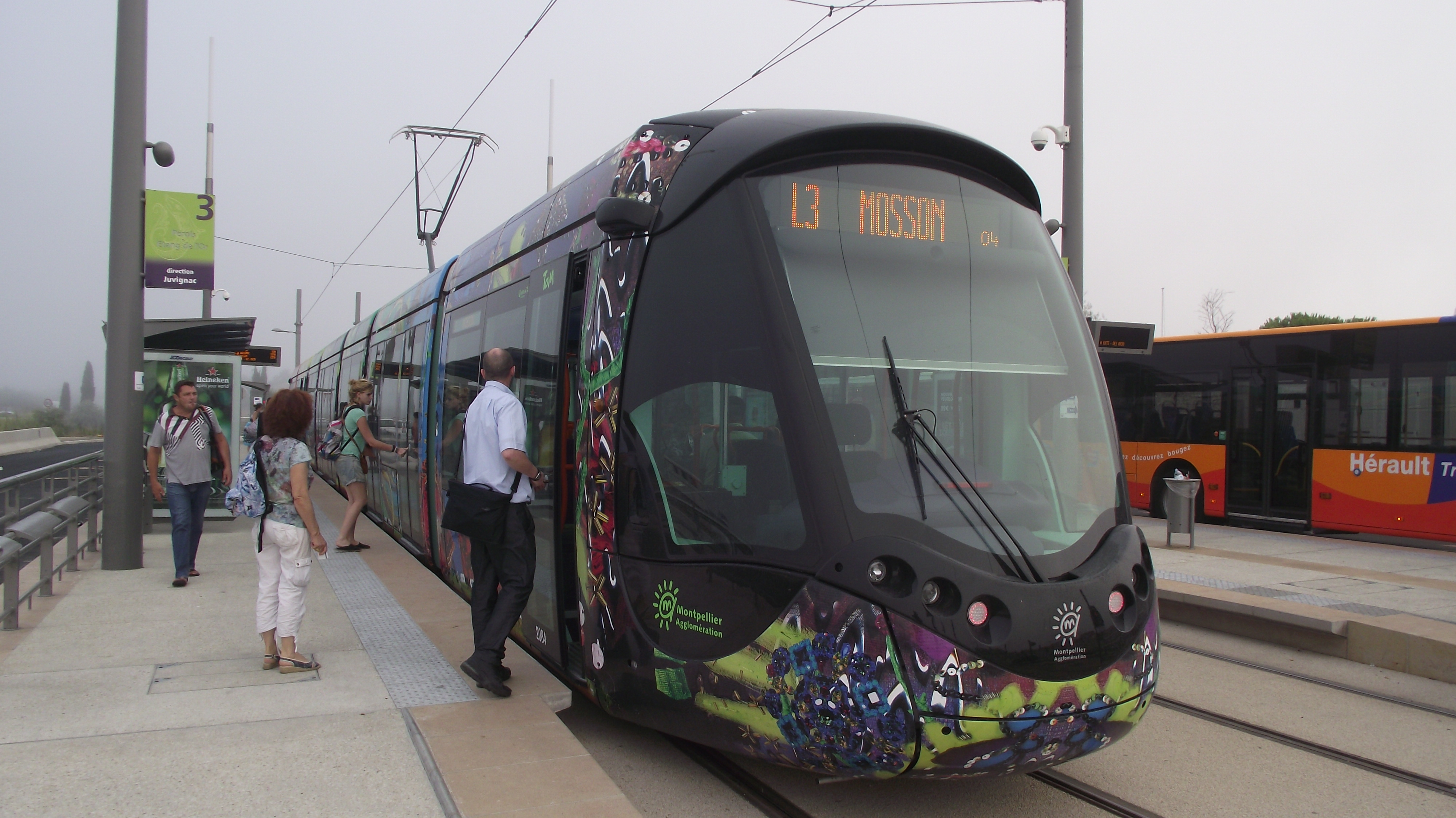
Rame de la ligne 3 à Pérols.

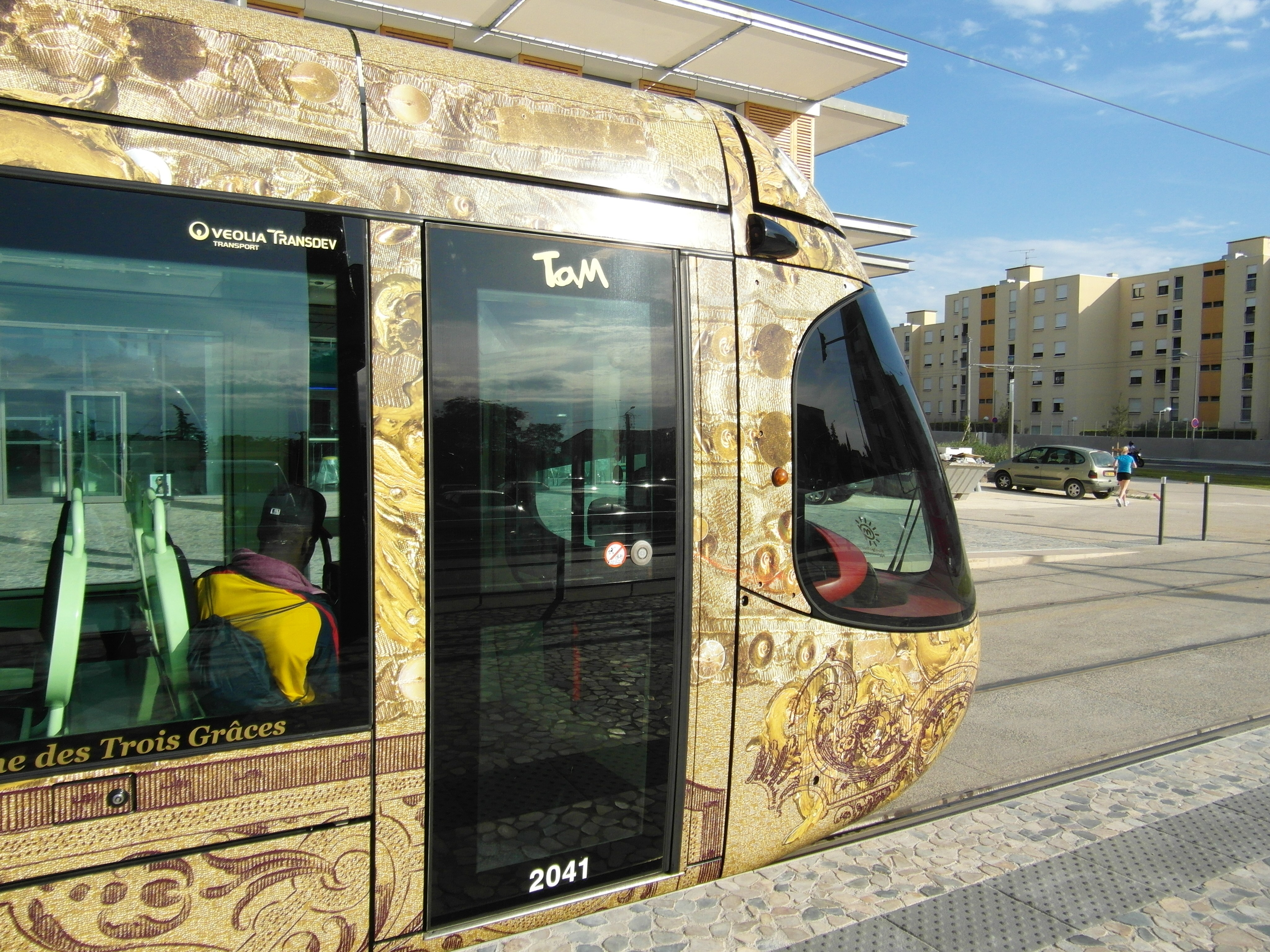
Rame de la ligne 4 près de l’hôtel de ville de Montpellier.

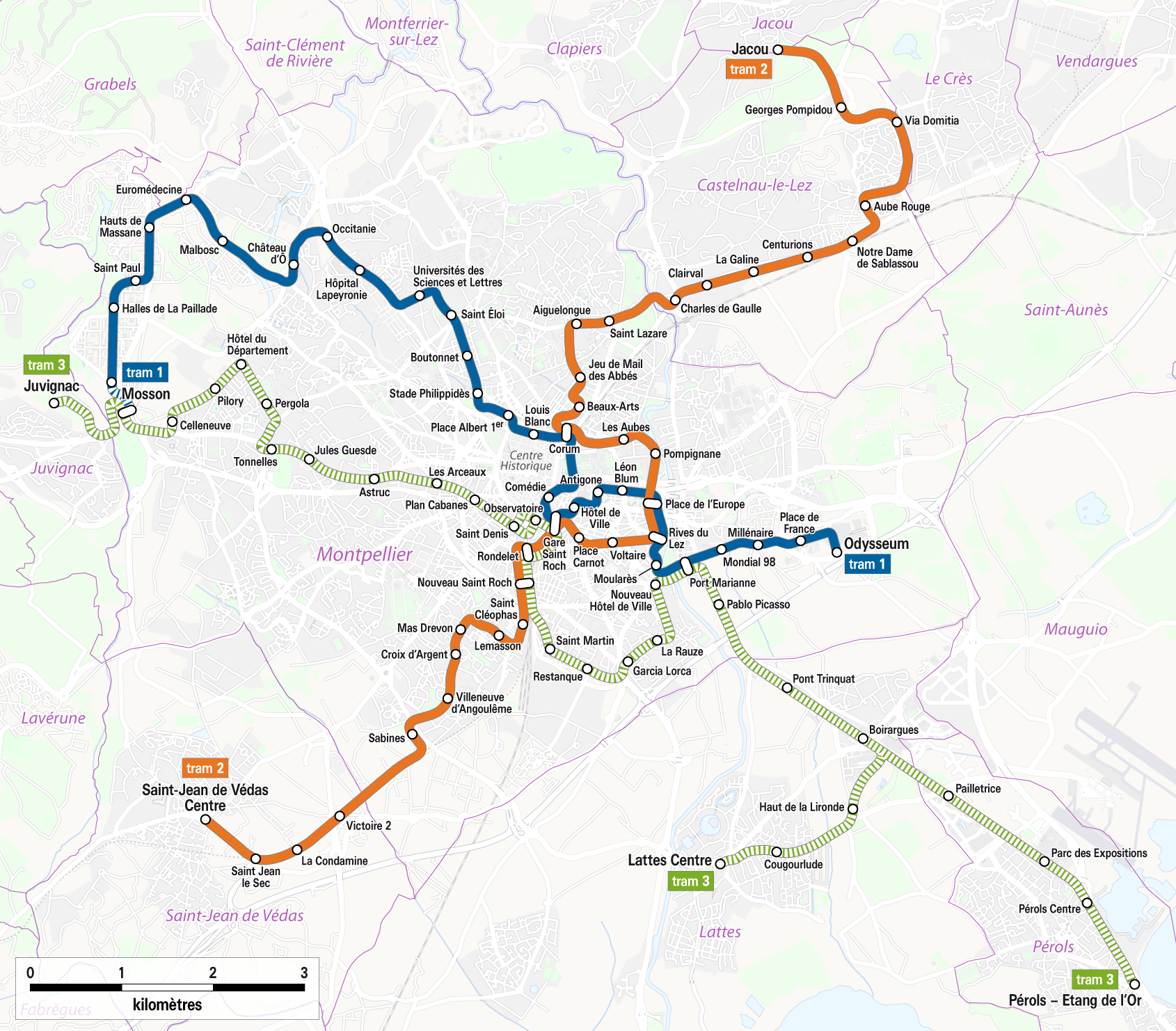
Le réseau de tramway tel qu'initialement prévu avant juillet 2010, précédent l'annonce de la création d'une 4e ligne.

Après avoir exprimé son intérêt pour le projet expérimental ARAMIS (qui contribua plus tard au développement des projets Meteor et VAL) pendant les années 1980, la municipalité de Georges Frêche propose la recréation d'un réseau de trois lignes de tramway par le district de Montpellier et la Société montpelliéraine des transports urbains.
Les débats d'alors se portent sur le choix du matériel roulant et sur le parcours de la première ligne. Un des principaux membres de l'opposition de droite au conseil municipal de Montpellier, Bruno Barthez, milite en faveur du tramway sur pneus suivant l'exemple du projet de transport léger guidé de Caen. Un des arguments est le coût de construction plus bas de la ligne face au tramway sur rails.
La première ligne doit relier La Paillade à l'ouest au nouveau quartier d'activités Odysseum à l'est, en desservant des quartiers importants de la ville : Euromédecine, Hôpitaux-Facultés, l'Écusson, la gare SNCF et la gare routière, et Antigone où sont construits la piscine olympique d'Antigone et la médiathèque centrale Émile-Zola. Les désaccords vont porter sur la traversée de l'Écusson : les commerçants s'opposent au passage sur le boulevard du Jeu-de-Paume, une des principales artères automobiles, et les rues Foch et de la Loge dans la vieille ville sont piétonnières. Finalement, c'est un passage sous l'allée de la Citadelle puis sur la place de la Comédie qui est proposé et adopté, malgré les réticences des cafetiers dont les terrasses vont être coupées en deux par le passage des rames.
Mise en service le 3 juillet 2000, la Ligne 1 connaît un succès commercial réel en nombre de passagers (jusqu'à 131 655 validations de titres de transport le vendredi 6 octobre 2006). Les décorations caractéristiques des hirondelles sur fond bleu et intérieures sont réalisées par Élisabeth Garouste et Mattia Bonetti.
Cependant, cette ligne, ainsi que la seconde inaugurée le 16 décembre 2006, connaissent des critiques émises par les riverains et plusieurs associations montpelliéraines. Pour les riverains, une des causes est le bruit causé par le passage des rames jusque tard la nuit dans des quartiers vidés de leur circulation automobile (dans le Faubourg Boutonnet par exemple). Les associations de commerçants se plaignent des pertes causées pendant le temps des travaux, surtout lorsque le tramway bouleverse l'accès automobile à une zone commerciale dans le cas de la transformation de la route nationale 113 en boulevard urbain à Castelnau-le-Lez alors qu'elle était un axe majeur d'accès à Montpellier depuis l'est.
Des associations de citoyens critiquent les tracés choisis, notamment les courbes de faible rayon qui ralentissent les rames ou les détours à travers des quartiers peu densément peuplés. La surcharge possible à terme des voies communes à plusieurs lignes inquiète, comme devant la gare Saint-Roch où 4 lignes passent depuis 2012. La longueur du détour de la Ligne 2 par la partie aval du Verdanson, les bords du Lez et le sud d'Antigone risque de provoquer une rupture de charge à la Gare ou au Corum lorsque les passagers préfèreront prendre la Ligne 1 ou rallier à pied les deux stations. Le Collectif Tramway de Montpellier propose, depuis le début, un projet plus rapide et moins cher de desserte du centre-ville. Le magazine Villes & Transports remarque cependant que Montpellier « se construit un réseau étonnamment maillé, qui pourrait permettre de multiplier les origines et les destinations, à l'exemple de ce qui se fait en Allemagne, aux Pays-Bas ou en Suisse ».
Les détours des deux lignes et la topographie de la ville, ainsi que le manque de voies automobiles de contournement dans la métropole, expliquent en partie la difficulté de trouver des tracés de lignes plus rectilignes et directs, au risque de diminuer la vitesse commerciale et l'attractivité de ces lignes. À Castelnau, le remplacement du pont submersible par le pont de la Concorde et la refonte des circulations autour de la place Charles-de-Gaulle visent tout de même à améliorer les conditions de circulation des automobiles.
Le 2 décembre 2019, deux rames de la ligne 1 sont entrées en collision, entre les stations Saint-Éloi et Occitanie. Au total, il y eut 44 blessés quasiment tous légers, d'après les sapeurs-pompiers. Le trafic a été interrompu immédiatement et a été assuré par des bus.
Avec le confinement entraîné par la crise du Covid-19, le réseau de tramway s’adapte : le service des tramways est en « Dimanche et jours fériés » et le service de la ligne 4 est suspendu chaque Dimanche et ce jusqu’à la fin du confinement.

### Genèse de la ligne 3
La troisième ligne entre Juvignac et le sud de Montpellier, dont la mise en service se fait en 2012, pose le problème du terminus sud. À la fin de l'année 2006, pour l'enquête d'utilité publique, est proposée une division en deux branches vers Lattes et Pérols. En effet, la sortie de Palavas-les-Flots de la communauté d'agglomération de Montpellier en janvier 2005 et la rupture des relations entre les élus des deux entités ont compromis un terminus au plus près des plages. La desserte de l'aéroport de Montpellier-Méditerranée, sur le territoire de Mauguio, n'est pas évoquée alors que la Ligne 3 doit passer sur la route de Carnon, à environ 1,5 kilomètre de là.
Une partie de la ligne 3 utilise l'ancien tracé de la ligne 2 entre les stations Gare Saint Roch et Rives du Lez.
La ligne 3 relie Juvignac à Lattes centre ou Pérols Étang de l'or, c'est la première ligne du réseau de Tramway à être à double embranchement au sud de Montpellier. Elle est inaugurée le 7 avril 2012 comme la ligne 4. Tout comme la ligne 2, elle est en voie unique à partir des limites de Montpellier, d'un coté de la ligne entre le quartier de la Mosson et la commune de Juvignac, et de l'autre coté, entre les communes de Boirargues, Lattes centre et Pérols.
Le parc de la ligne 3 est composé exclusivement de 19 rames Citadis 402, elle circule avec une illustration graphique « aquatique » dessinée par Christian Lacroix. Elles sont toutes entretenues au dépôt des Hirondelles.

### Lancement de la ligne 4
La quatrième ligne entre Saint-Denis et Albert Ier est initialement prévue comme une boucle qui ceinturerait le centre ville de Montpellier. Elle est inaugurée en même temps que la ligne 3 le 7 avril 2012 alors qu'elle est encore inachevée. Elle est mise en service dans sa totalité le 2 juillet 2016.
Depuis son inauguration, elle assure la desserte de Saint-Denis à Albert Ier, alors que durant l'été 2015, des travaux sont en cours pour permettre à la ligne de former une boucle qui relie le centre de Montpellier. La section en travaux de cette boucle (entre la place Albert Ier et la station Observatoire) est aussi utilisée pour la ligne 5. La ligne 4 utilise l'ancien tracé de la ligne 2 entre Rives du Lez et Corum. Le parc de la ligne 4 est composé exclusivement de rames Citadis 302 provenant des lignes 1 et 2 (3 rames venant de la ligne 1 et 7 rames venant de la ligne 2) livrées en 2006, cela peut expliquer l'achat de 5 Citadis 402 pour la ligne 2 et le raccourcissement du tracé de la ligne 2. Entre-temps pour assurer le retournement au terminus provisoire Albert 1er, un appareil de voie est placé et une voie de garage est mise en place à la fois pour le retournement et pour le garage d'une rame attendant les heures de pointe.
Les 10 rames Citadis 302 de la ligne 4 sont reçues au dépôt de la Jeune Parque entre 2006 et 2007, trois d'entre elles ont circulé sur la ligne 1 avec la livrée hirondelle entre 2007 et 2012 et sept d'entre elles ont circulé sur la ligne 2 avec la livrée fleurie entre 2006 et 2012. Ces 10 rames circulent sur la ligne 4 avec la livrée de feu dessinée par Christian Lacroix, elles sont entretenues au dépôt de La Jeune Parque.
Les travaux pour terminer cette ligne, prévue comme une circulaire, ont débuté en octobre 2014 et ce, sans attendre la ligne 5, dont la réalisation est liée (la ligne 5 devant emprunter ce tronçon). Une fois ce tronçon entre Louis Blanc et Observatoire achevé au début du 4e trimestre 2015 en ce qui concerne les travaux de plateforme, la mise en service a lieu le 2 juillet 2016, au lendemain de l'inauguration.

### Les conséquences sur les autres transports en commun
Lors de l'ouverture de la ligne 1 le 3 juillet 2000, puis de la ligne 2 le 18 décembre 2006, les réseaux de lignes de bus de la communauté d'agglomération et de cars ont été modifiés. Le plus possible, le terminus des bus urbains, suburbains (venant des communes membres de la communauté d'agglomération) et des cars départementaux sont reportés vers une station de tramway. Jointes à des parcs de stationnement, certaines stations deviennent des « pôles d'échange » : cela concerne sur la ligne 1, les stations : Mosson, Euromédecine, Occitanie et Odysseum, et sur la ligne 2, les stations : Jacou, Georges-Pompidou, Notre-Dame de Sablassou, Charles-de-Gaulle (parking réservé aux abonnés des TAM), Sabines, Saint-Jean-le-Sec et le terminus à Saint-Jean-de-Védas. Lorsque ces parkings sont payants, ils donnent droit à un ticket aller-retour par passager sur les tramways et les bus des Transports de l'agglomération de Montpellier.
Une conséquence apparaît en janvier 2007 avec les premiers essais de concertation tarifaire au profit des utilisateurs de réseaux extérieurs de l'agglomération, mais devant utiliser le tramway. Le département de l'Hérault propose aux abonnés des lignes de cars d'Hérault Transport une option payante qui étend la validité de leur abonnement au réseau des TAM. Le nouveau tarif est inférieur au cumul des deux abonnements achetés alors séparément par les clients. Le département compte étendre progressivement ce dispositif aux réseaux de transport urbain d'autres communautés d'agglomération héraultaises. Avec la convention TER signée le 3 janvier 2007 par le Conseil régional de Languedoc-Roussillon et la SNCF, ce cumul d'abonnements est permis entre le réseau TER et les réseaux urbains de Montpellier et d'autres agglomérations de la région.

## Le réseau actuel

### Les lignes
Le réseau est composé de quatre lignes au 1er juillet 2016 avec comme moyen d'alimentation des lignes aériennes de contact (LAC) dans lesquelles, à l’instar du métro parisien et de la plupart des autres métros et tramways en France, circule un courant continu d'une tension de 750 volts. Il comporte 86 rames. Du lundi au jeudi, le tramway circule de 4 h 30 à 1 h 30 environ, de 4h30 à 2h30 environ le vendredi et samedi et de 5h30 à 0h30 les dimanches et jours fériés (il ne circule cependant pas le 1er mai).
| Ligne | Caractéristiques | Caractéristiques   | Caractéristiques  | Caractéristiques  | Caractéristiques                 | Caractéristiques                              | Caractéristiques                         | Caractéristiques     | Caractéristiques      |
| 1     | 1 | 1                  | 1                 | 1                 | 1                                | 1                                             | 1                                        | 1                    | 1                     |
| 1     | Odysseum ⥋ Mosson | Odysseum ⥋ Mosson  | Odysseum ⥋ Mosson | Odysseum ⥋ Mosson | Odysseum ⥋ Mosson                | Odysseum ⥋ Mosson                             | Odysseum ⥋ Mosson                        | Odysseum ⥋ Mosson    | Odysseum ⥋ Mosson     |
| ----- | --- | ------------------ | ----------------- | ----------------- | -------------------------------- | --------------------------------------------- | ---------------------------------------- | -------------------- | --------------------- |
| 1     | Ouverture / Fermeture 30 juin 2000 / — | Longueur 15,700 km | Durée 53 min      | Nb. d’arrêts 30   | Matériel Citadis 401 Citadis 402 | Jours de fonctionnement L, Ma, Me, J, V, S, D | Jour / Soir / Nuit / Fêtes O / — / O / O | Voy. / an 46 021 500 | Dépôt Les Hirondelles |
| 1     | Desserte : Montpellier - Pôles d'échanges : Mosson • Euromédecine • Occitanie • Saint-Éloi • Gare Saint-Roch • Place de l'Europe • Odysseum |                    |                   |                   |                                  |                                               |                                          |                      |                       |
| 1     | Autre : Le matin, le service est renforcé entre Odysseum et Occitanie. |                    |                   |                   |                                  |                                               |                                          |                      |                       |
| 1     | Dernière actualisation : — |                    |                   |                   |                                  |                                               |                                          |                      |                       |
| 2     | 2 | 2                  | 2                 | 2                 | 2                                | 2                                             | 2                                        | 2                    | 2                     |
| 2     | Jacou ⥋ Saint-Jean-de-Védas Centre |                    |                   |                   |                                  |                                               |                                          |                      |                       |
| 2     | Ouverture / Fermeture 16 décembre 2006 / — | Longueur 17,500 km | Durée 48 min      | Nb. d’arrêts 28   | Matériel Citadis 302 Citadis 402 | Jours de fonctionnement L, Ma, Me, J, V, S, D | Jour / Soir / Nuit / Fêtes O / — / O / O | Voy. / an 16 436 250 | Dépôt La Jeune Parque |
| 2     | Desserte : Montpellier, Jacou, Castelnau-le-Lez, Saint-Jean-de-Védas - Pôles d'échanges : Jacou • Georges Pompidou • Via Domitia • Notre-Dame de Sablassou • Charles de Gaulle • Gare Saint-Roch • Sabines • Saint-Jean-le-Sec • Saint-Jean-de-Védas Centre                                                                    |                    |                   |                   |                                  |                                               |                                          |                      |                       |
| 2     | Autre : Le service est alterné à raison d'un tramway sur deux pour Saint-Jean de Védas et Jacou. |                    |                   |                   |                                  |                                               |                                          |                      |                       |
| 2     | Dernière actualisation : — |                    |                   |                   |                                  |                                               |                                          |                      |                       |
| 3     | 3 | 3                  | 3                 | 3                 | 3                                | 3                                             | 3                                        | 3                    | 3                     |
| 3     | Juvignac ⥋ Pérols Étang de l'Or/Lattes Centre |                    |                   |                   |                                  |                                               |                                          |                      |                       |
| 3     | Ouverture / Fermeture 7 avril 2012 / — | Longueur 23,000 km | Durée 42 à 49 min | Nb. d’arrêts 27   | Matériel Citadis 402             | Jours de fonctionnement L, Ma, Me, J, V, S, D | Jour / Soir / Nuit / Fêtes O / — / O / O | Voy. / an 24 471 750 | Dépôt Les Hirondelles |
| 3     | Desserte : Montpellier, Juvignac, Lattes, Pérols - Pôles d'échanges : Juvignac • Mosson • Gare Saint-Roch • Boirargues • Lattes Centre • Parc Expo • Pérols Centre • Pérols Étang de l'Or |                    |                   |                   |                                  |                                               |                                          |                      |                       |
| 3     | Autre : La desserte des arrêts Juvignac, Lattes centre et Perols Étang de l'or se fait à raison d'un service sur deux. En été, le service est renforcé vers le terminus Étang de l'or. Le dimanche, certaines rames effectuent leur terminus à l'arrêt Saint Denis. Le premier départ vers Mosson a lieu à l'arrêt Boirargues. |                    |                   |                   |                                  |                                               |                                          |                      |                       |
| 3     | Dernière actualisation : — |                    |                   |                   |                                  |                                               |                                          |                      |                       |
| 4     | 4 | 4                  | 4                 | 4                 | 4                                | 4                                             | 4                                        | 4                    | 4                     |
| 4     | (Circulaire) Garcia Lorca ⥋ via le tour du centre-ville |                    |                   |                   |                                  |                                               |                                          |                      |                       |
| 4     | Ouverture / Fermeture 7 avril 2012 / — | Longueur 9,200 km  | Durée 35 min      | Nb. d’arrêts 18   | Matériel Citadis 302             | Jours de fonctionnement L, Ma, Me, J, V, S, D | Jour / Soir / Nuit / Fêtes O / — / O / O | Voy. / an 10 957 500 | Dépôt La Jeune Parque |
| 4     | Desserte : Montpellier - Pôles d'échanges : Place de l'Europe • Garcia Lorca • Gare Saint-Roch |                    |                   |                   |                                  |                                               |                                          |                      |                       |
| 4     | Autre : Cette ligne étant circulaire, elle est nommée 4a ou 4b selon son sens de circulation (4a dans le sens des aiguilles d'une montre, 4b dans le sens inverse). |                    |                   |                   |                                  |                                               |                                          |                      |                       |
| 4     | Dernière actualisation : — |                    |                   |                   |                                  |                                               |                                          |                      |                       |

### Les stations

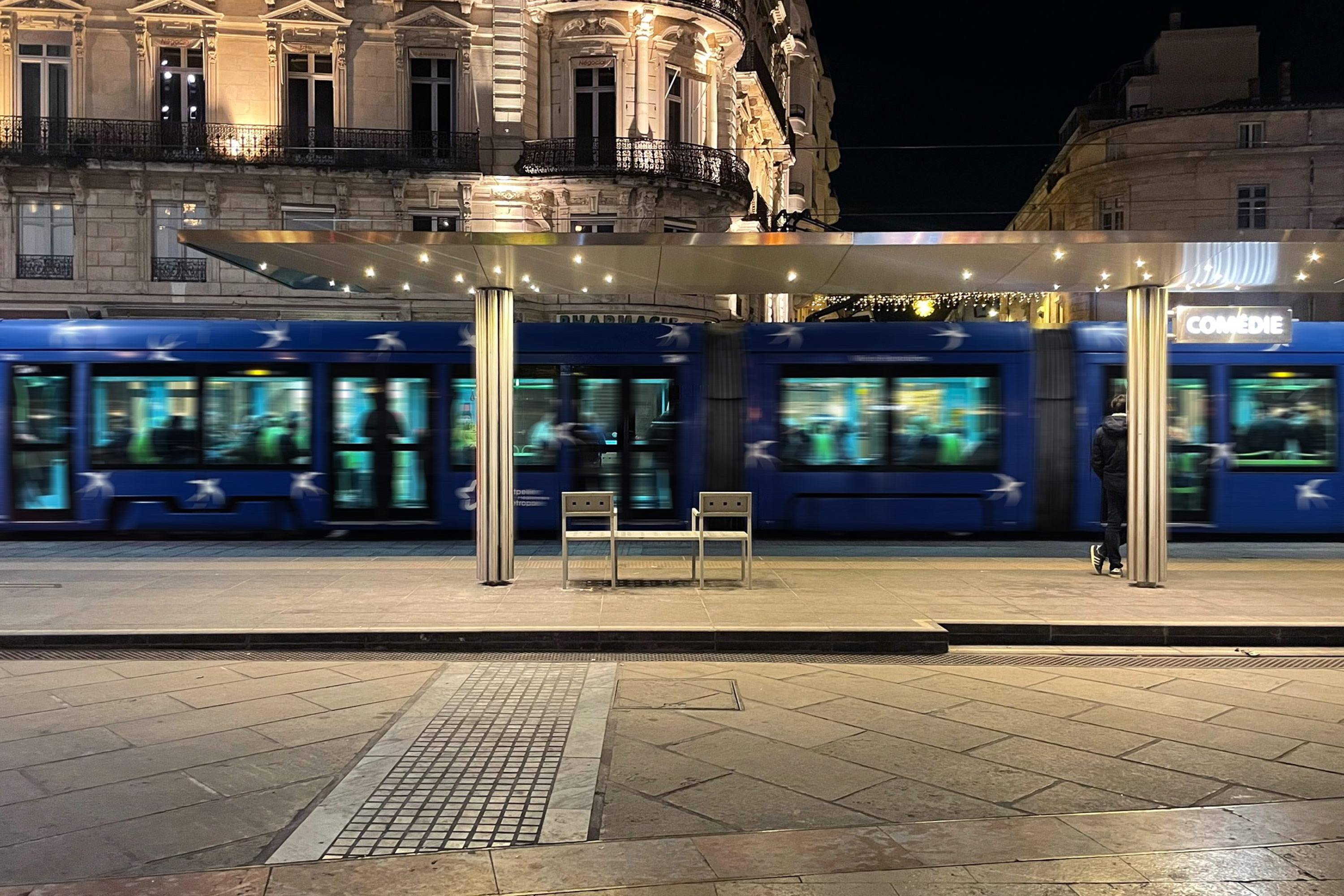
Station atypique du réseau Montpelliérain, l'abri voyageur Comédie est réalisé en 2023 dans le cadre du projet de réaménagement du centre ville - Comédie Esplanade.

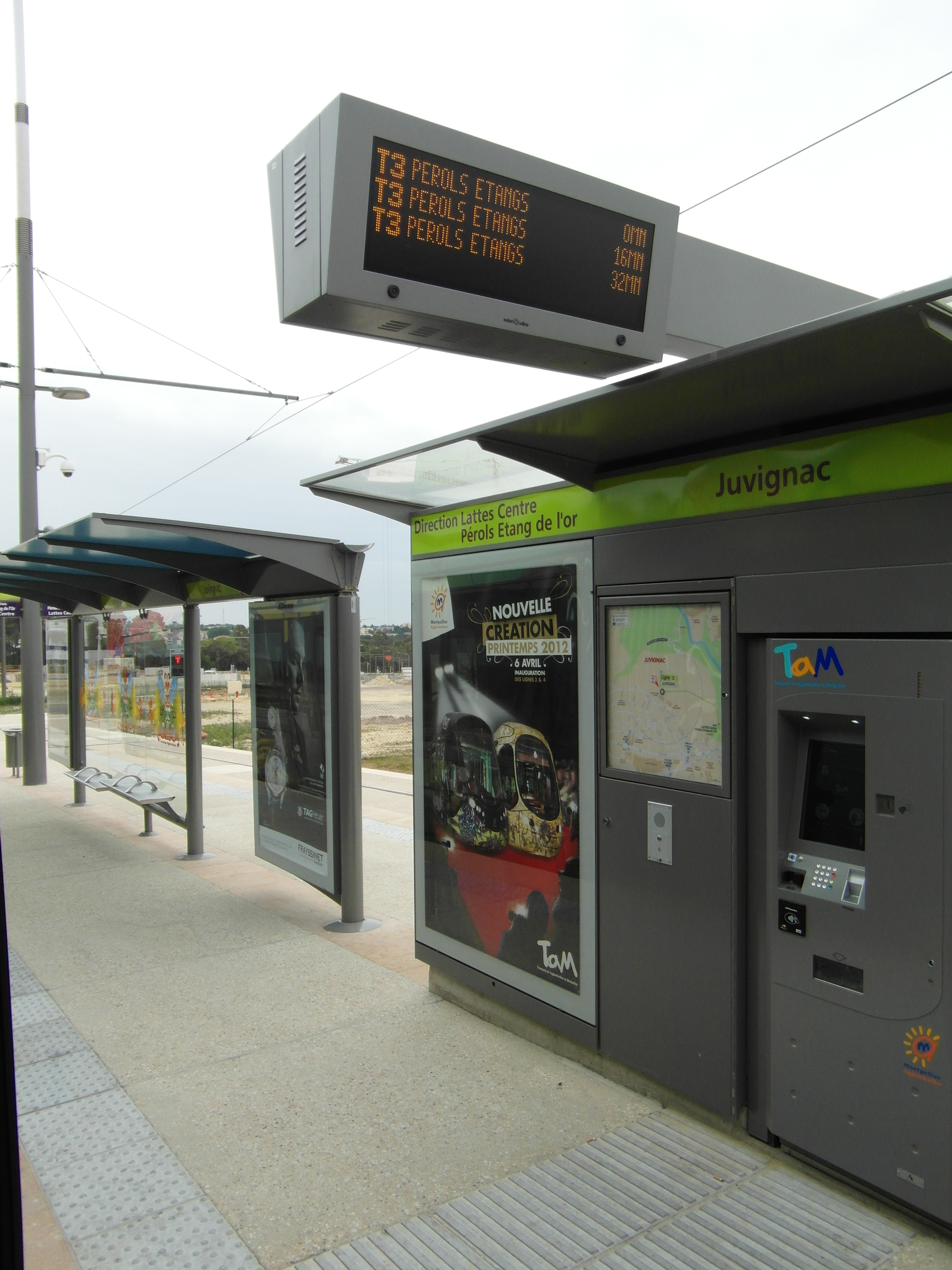
Station typique du tramway de Montpellier avec un des deux abribus, le système d'information voyageurs et le distributeur automatique de titres de transport (ici sur la ligne 3 à la station Juvignac).

Le tramway de Montpellier possède 84 stations à la date du 2 juillet 2016. Les stations sont toutes équipés de deux abribus, d'un distributeur automatique de titres de transport et d'un système d'information voyageurs indiquant les 3 prochains départs de rames. Des variantes de design sont présentes selon les lignes même si ce dernier a été harmonisé depuis l'inauguration des lignes 3 et 4 en 2012. Les stations sont toutes accessibles aux personnes à mobilité réduite. Les informations concernant l'achat d'un titre sur le distributeur sont en français et en anglais. Les stations comportent également un plan détaillé et simplifié du réseau TAM, un plan des environs de la station (500 mètres autour), la grille de tarification, le règlement intérieur bus et tramway et des informations événementielles concernant le réseau (interruption de trafic, trafic renforcé, manifestation…).
Depuis le 21 décembre 2023, à l'occasion de la mise en gratuité des transports en commun dans l'agglomération, et dans le cadre du projet de rénovation du centre ville, on peut découvrir la nouvelle station Comédie qui à fait l'objet d'un design spécifique, en adéquation avec l'architecture locale et dessiné par les designers du Studio 5•5.

### Le matériel roulant
En 2025, le parc roulant du réseau est composé de 86 rames, toutes construites par Alstom au 21 janvier 2022.
Fin 2014, les rames 2048 et 2049 Citadis 302 sont prélevées sur le parc ligne 2 et s'ajoutent aux rames 2098 et 2099 Citadis 402 du parc multilignes. Les premières citées roulant sur les lignes 2 ou 4 et les autres roulant sur les lignes 1 ou 3.
Fin 2019, les rames 2070, 2071 et 2072 Citadis 402 sont prélevées sur le parc de la ligne 3 et s'ajoutent aux autres rames multilignes afin de pallier le manque de rames sur la ligne 1 à la suite d'un accident.
De même, les rames 2090 à 2092 Citadis 402 sont prélevées sur le parc de la ligne 1 et s'ajoutent aux autres rames multilignes afin de renforcer les réserves sur les lignes 1 et 3. Les rames 2046 et 2047 Citadis 302 sont prélevées sur le parc de la ligne 4 et s'ajoutent aux autres rames multilignes afin de renforcer les réserves sur les lignes 2 et 4. 
Les rames 2046, 2047, 2071, 2072, 2090, 2091 et 2092 possèdent une livrée entièrement noire. Les rames 2048, 2049, 2070, 2098 et 2099 le sont également mais peuvent être amenées à recevoir des adhésifs promotionnels (French Tech Attitude, Montpellier Méditerranée Métropole, Eurobasket, Open Sud de France…)
| Constructeur       | Modèle           | Nombre           | Numérotation                               | Années de livraison | Longueur         | Nbre de caisses (éléments) | Affectation      |
| Rames mono-ligne   | Rames mono-ligne | Rames mono-ligne | Rames mono-ligne                           | Rames mono-ligne    | Rames mono-ligne | Rames mono-ligne           | Rames mono-ligne |
| ------------------ | ---------------- | ---------------- | ------------------------------------------ | ------------------- | ---------------- | -------------------------- | ---------------- |
| Alstom             | Citadis 401      | 29               | nos 2001 à 2011 et 2013 à 2030             | 1999 - 2002         | 40,9 mètres      | 5                          | 1                |
| Alstom             | Citadis 302      | 15               | nos 2050 à 2064                            | 2006 - 2007         | 32,5 mètres      | 5                          | 2                |
| Alstom             | Citadis 402      | 5                | nos 2093 à 2097                            | 2012, 2014          | 42 mètres        | 7                          | 2                |
| Alstom             | Citadis 402      | 17               | nos 2073 à 2089                            | 2011 - 2012         | 42 mètres        | 7                          | 3                |
| Alstom             | Citadis 302      | 8                | nos 2031 à 2033 et 2041 à 2045             | 2006 - 2007         | 32,5 mètres      | 5                          | 4                |
| Rames multi-lignes |                  |                  |                                            |                     |                  |                            |                  |
| Alstom             | Citadis 402      | 8                | nos 2070 à 2072, 2090 à 2092, 2098 et 2099 | 2011 - 2014         | 42 mètres        | 7                          | 1 3              |
| Alstom             | Citadis 302      | 4                | nos 2046 à 2049                            | 2006                | 32,5 mètres      | 5                          | 2 4              |

### Les dépôts

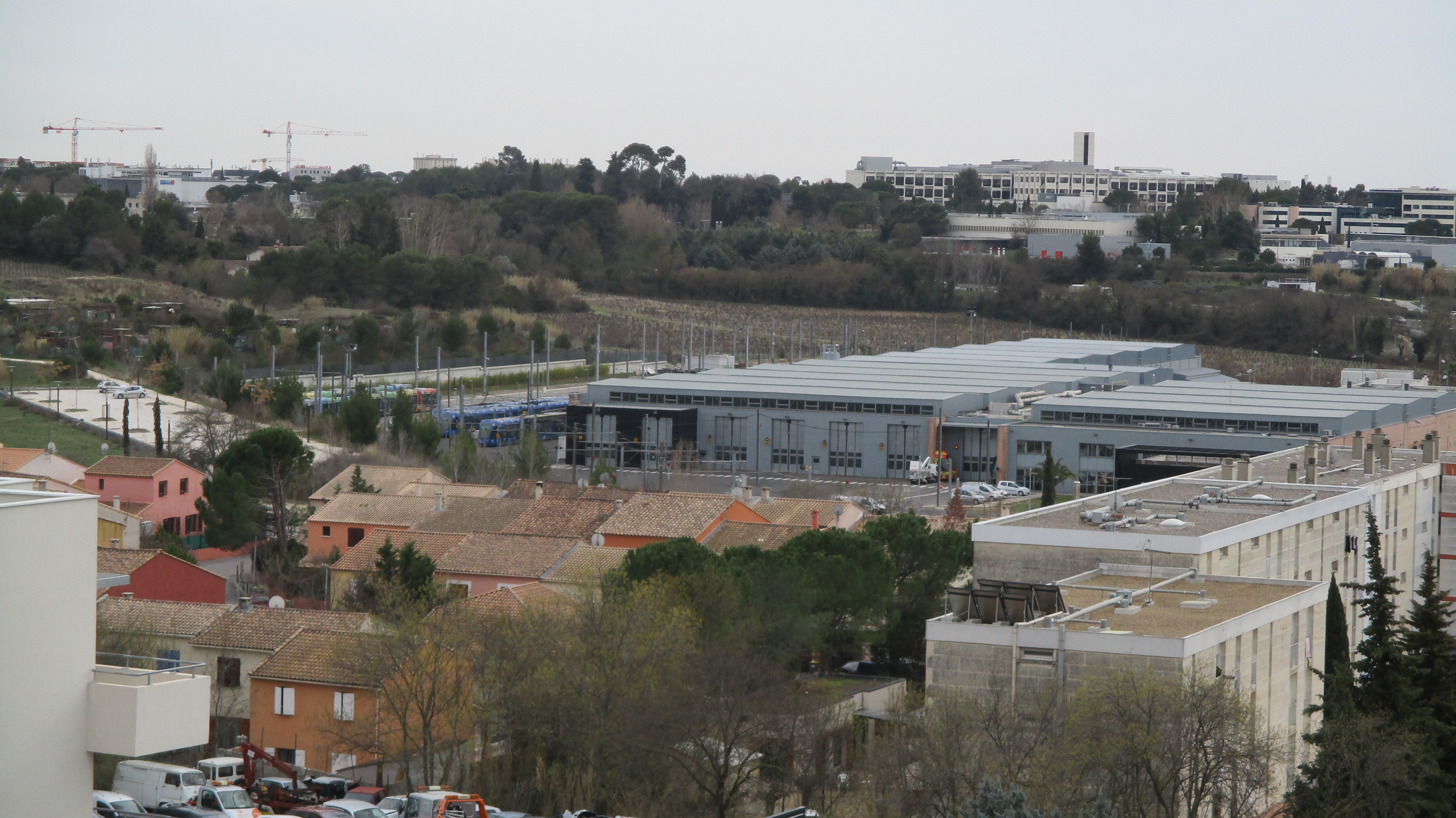
Dépôt Les Hirondelles.

Il existe deux dépôts de tramway sur le réseau.
- Le Centre d’Exploitation et de Maintenance Les Hirondelles situé dans le quartier de la Mosson au nord-ouest de Montpellier est utilisé pour le remisage et l'entretien des rames des lignes 1 et 3 ; ainsi que pour l’entretien lourd des rames des lignes 2 et 4.
- La Jeune Parque situé au sud-ouest de Montpellier dans la zone d’activités Garosud est utilisé pour les rames des lignes 2 et 4.

Ces dépôts sont aussi utilisés pour les bus de la TAM.

## Parcs relais
| Ligne | Parking P+Tram |
| ----- | --- |
| 1     | Mosson, Euromédecine, Occitanie et Circé (Odysseum) |
| 2     | Jacou, Georges Pompidou, Via Domitia, Notre-Dame de Sablassou, Charles de Gaulle (réservé aux abonnés TAM), Sabines, Saint-Jean le sec et Saint-Jean de Védas centre |
| 3     | Juvignac, Mosson, Pérols Centre et Lattes Centre |
| 4     | Garcia Lorca |

Le réseau de tramway compte au total 16 P+Tram, ou autrement appelés parcs relais, pour plus de 5 000 places disponibles. Ils permettent de se garer à proximité d'une ligne de tramway et de rejoindre directement le centre ville. Les abonnées TAM n'ont pas besoin d'acheter de ticket de stationnement, il leur suffit de valider leur carte d'abonné TAM en entrant dans le parking. Pour les non-abonnés, il faut acheter un Forfait P+Tram (un pour tous les occupants de la voiture) à 4,80 euros tarif normal ou à 3,60 euros pour les habitants de la métropole de Montpellier. À noter que certains parkings ne proposent pas ce forfait et sont dits parkings de proximité (Saint-Jean de Védas centre, Via Domitia, Georges Pompidou, Jacou, Juvignac, Pérols Centre et Lattes Centre). Les P+Tram sont ouverts 24h/24 et 7j/7.

## Tarification
Le prix pour un voyage est de 1,90€ au 1er septembre 2024. Un ticket de 10 voyages coûte 15€, une carte 1 jour (de l'heure de la première validation au lendemain à la même heure) 4,30 euros, une carte hebdomadaire 17,10 euros (au 1er janvier 2019), une carte mensuelle 52,00 euros et une carte annuelle 481,50 euros (tarif en vigueur en 2019). Il existe également des tarifs groupe et des réductions pour les scolaires, étudiants, jeunes, seniors, groupes, familles et familles nombreuses. Les tickets et cartes d'abonnement permettent de circuler en tramway comme en bus. Les tickets peuvent être achetés dans des automates présents à toutes les stations de tramway (tous les types de titres). Un ticket autorise des trajets illimitées sur tout le réseau TAM pendant 1 heure et 30 minutes au maximum dès l'heure de l'achat du ticket.
Depuis le 1er septembre 2020, les transports en commun sont gratuits tous les week-ends pour les habitants de la métropole de Montpellier. Depuis le 1er septembre 2021, c'est le cas aussi pour les habitants de moins de 18 ans (qui peuvent conserver la gratuité après leur 18e anniversaire) et à partir de 65 ans. depuis le 21 décembre 2023 tous les habitants de la métropole bénéficient de la gratuité.
Ce passage à la gratuité fait partie d'une promesse électorale du maire de Montpellier élu en 2020 et président de la Métropole, Michaël Delafosse. Pour bénéficier de la gratuité, il faut la faire enregistrer sur une carte de transport de la TAM et demander son renouvellement tous les ans en fournissant un justificatif de domicile.

## Projets de développement

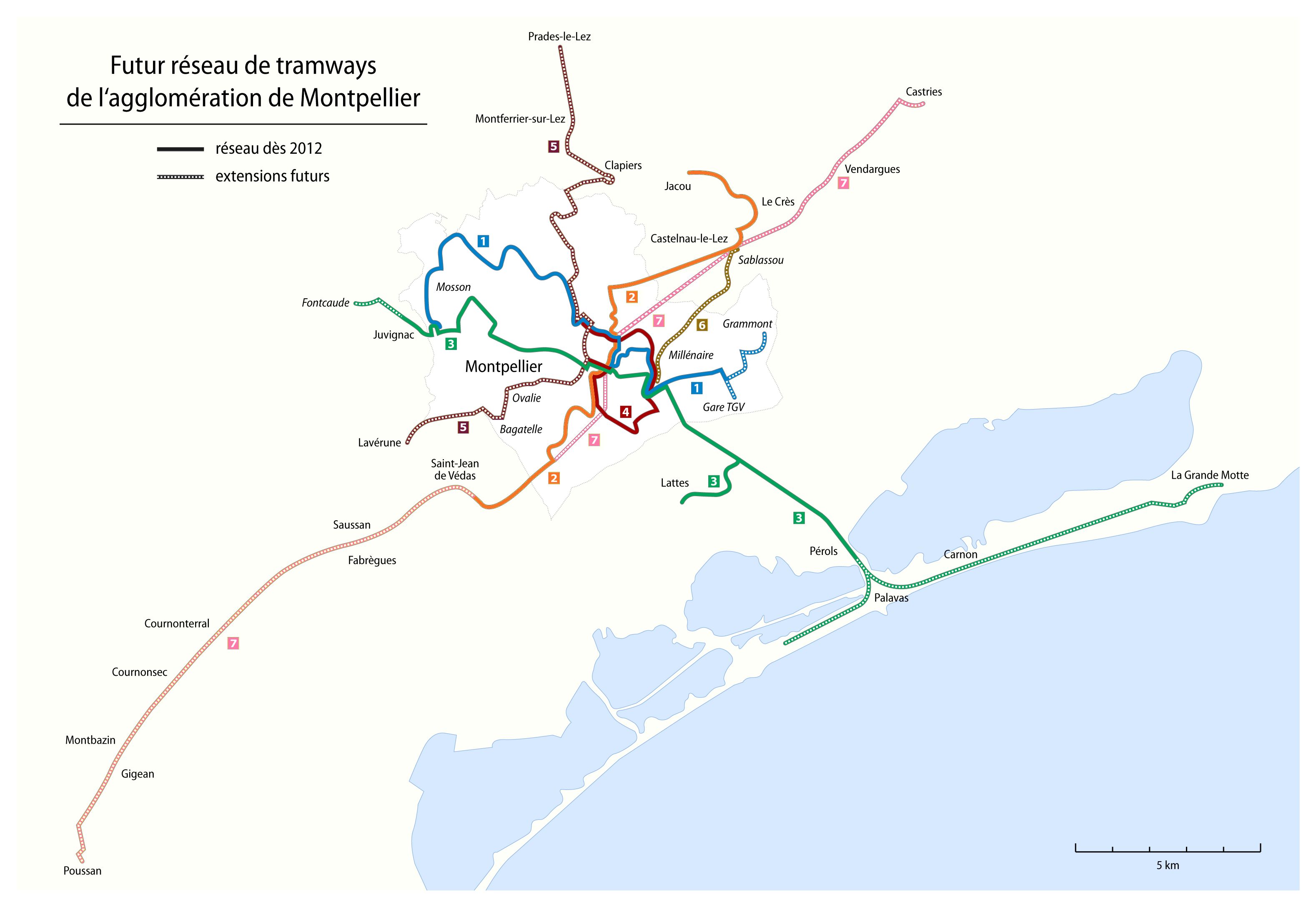
Carte de toutes les extensions évoquées (traits hachurés) avec le réseau initialement prévu en 2012 (traits pleins).

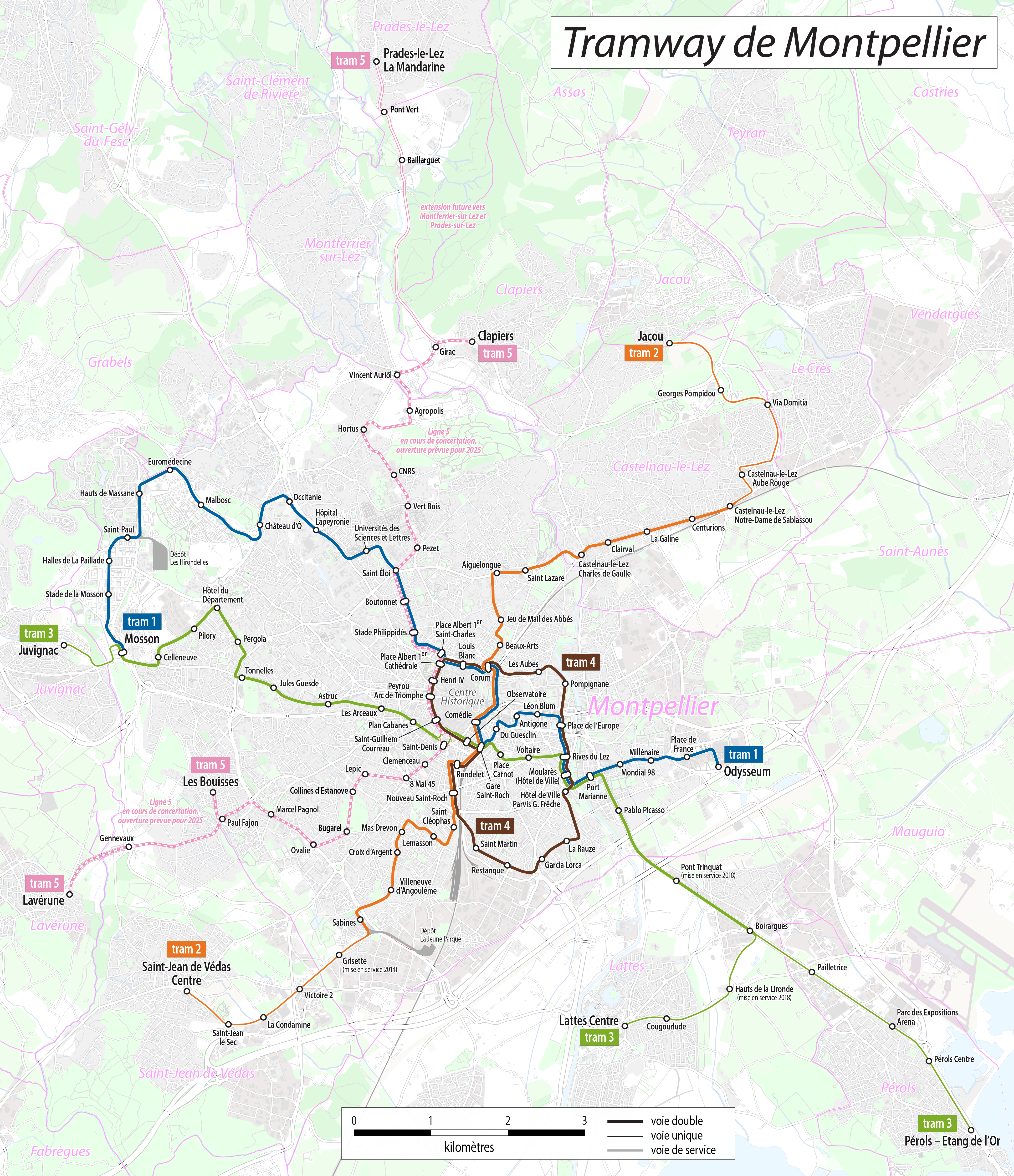
Carte détaillée du réseau comportant les voies uniques et les voies de service avec la ligne 5 (en rose) dans son projet initial.

Depuis 2013, une nouvelle ligne de tramway, la ligne 5, est en cours de réalisation. Son ouverture est prévue pour 2025.
Les projets de ligne suivants sont de facto suspendus :
- La ligne 6, évoquée par la commission tramway en 2009, sera finalement la première ligne de Bustram de Montpellier qui desservira : Millénaire - Eurêka de Place de l’Europe à la future gare Notre Dame de Sablassou qui va être construite dans le parking.
- La ligne 7, nom souvent attribué aux extensions est et ouest de la ligne 2, suivant des alignements ferroviaires désaffectés, n'est pour l'instant qu'évoquée et n'est pas mentionnée sur le site institutionnel de Montpellier Méditerranée Métropole. La plateforme ferroviaire déposée laisse place à une voie verte, un itinéraire s'inscrivant dans le réseau des Vélolignes[25].

### Nouvelles lignes

#### Ligne 5
Ce projet de ligne a fait l'objet d'un moratoire de 2014 à 2016. La ligne 5 est désormais envisagée à l'horizon 2025 avec une longueur de tracé divisée par 2 par rapport au projet initial. Il a été décidé qu’elle fera le trajet entre la commune de Clapiers et de Lavérune. La crise économique de 2008 a incité la maire de Montpellier à diminuer les coûts de construction des futures lignes de tramway.
| Ligne | Caractéristiques                                                                      | Caractéristiques    | Caractéristiques    | Caractéristiques    | Caractéristiques    | Caractéristiques                              | Caractéristiques                         | Caractéristiques    | Caractéristiques    |
| 5     | 5                                                                                     | 5                   | 5                   | 5                   | 5                   | 5                                             | 5                                        | 5                   | 5                   |
| 5     | Clapiers ⥋ Lavérune                                                                   | Clapiers ⥋ Lavérune | Clapiers ⥋ Lavérune | Clapiers ⥋ Lavérune | Clapiers ⥋ Lavérune | Clapiers ⥋ Lavérune                           | Clapiers ⥋ Lavérune                      | Clapiers ⥋ Lavérune | Clapiers ⥋ Lavérune |
| ----- | ------------------------------------------------------------------------------------- | ------------------- | ------------------- | ------------------- | ------------------- | --------------------------------------------- | ---------------------------------------- | ------------------- | ------------------- |
| 5     | Ouverture / Fermeture 2025 / —                                                        | Longueur 15,500 km  | Durée —             | Nb. d’arrêts 25     | Matériel —          | Jours de fonctionnement L, Ma, Me, J, V, S, D | Jour / Soir / Nuit / Fêtes O / — / O / O | Voy. / an —         | Dépôt —             |
| 5     | Desserte : Montpellier, Clapiers, Lavérune - Pôles d'échanges : Saint-Éloi • Lavérune |                     |                     |                     |                     |                                               |                                          |                     |                     |
| 5     | Autre : Dans le thème « Sciences et Botanique »                                       |                     |                     |                     |                     |                                               |                                          |                     |                     |
| 5     | Dernière actualisation : —                                                            |                     |                     |                     |                     |                                               |                                          |                     |                     |

#### Ligne 6
Le 26 janvier 2009, une commission tramway rend publique une proposition de ligne 6 entre les stations Place de l'Europe (quartier d'Antigone) et Notre-Dame-de-Sablassou à Castelnau-le-Lez, à travers de nouveaux quartiers et zones d'activités du sud de cette commune. D'une longueur de 5 km, elle devrait relier les lignes 1 et 2 de tramway et permettre ainsi une intermodalité tramway-train TER avec le projet de halte ferroviaire envisagée au niveau du parking d'échange Sablassou.
Ce projet de ligne est confirmé sur la carte du réseau de 2018 présentée le 12 avril 2010.
En 2013, l'Agglomération n'a pas encore fixé ni l'échéancier de réalisation ni le mode de cette ligne, un BHNS (sur voie réservée) ou un tramway étant envisagés.
En 2014 et à la suite de l'élection de Philippe Saurel à la mairie de Montpellier et à la tête de l'agglomération, tous les projets de nouvelles lignes sont remis en cause.
En janvier 2017, à l'occasion des vœux de Phillipe Saurel, il est décidé de remettre sur les rails le projet de la ligne 6. Cette ligne doit desservir les quartiers de la Pompignane et du Millénaire. La Métropole de Montpellier a mis ce tracé à l'étude.
En décembre 2018, Philippe Saurel veut mettre un terme au développement du tramway et privilégier des modes alternatifs, moins coûteux. Il n'y aura donc pas de ligne 6. La première ligne du Bustram de Montpellier en reprendra le trajet.

### Extensions de lignes existantes

#### Extension de la ligne 1
Dans le cadre de la réalisation de la gare de Montpellier-Sud de France sur le nouveau contournement ferroviaire de Nîmes et de Montpellier, la ligne 1 est prolongée de 1,3 km. Elle desservira ainsi la nouvelle gare et le nouveau quartier appelé à se développer dans les environs. L'extension, dont les travaux ont commencé en 2022, doit être inaugurée et mise en service le 18 octobre 2025.

#### Extensions de la ligne 2
Des prolongements de la ligne 2, vers le nord-est au-delà de Castelnau-le-Lez, en direction de Castries, et vers le sud-ouest, au-delà de Saint-Jean-de-Védas, ont été évoqués, parfois sous la dénomination ligne 7. Ces extensions pourraient potentiellement réutiliser des emprises désaffectées de Réseau ferré de France. Néanmoins, en 2013, ces tronçons ne bénéficient pas d'échéancier clair de réalisation, et leur réalisation reste donc hypothétique en l'état actuel des connaissances.
Vers le nord-est, un prolongement d'environ 7 km a été évoqué, au-delà de la station Notre-Dame-de-Sablassou à Castelnau-le-Lez vers Castries, en empruntant l'emprise de l'ancienne ligne de Sommières à partir de l'arrêt ferroviaire Les Mazes-Le Crès.
Vers le sud-ouest, au-delà de Saint-Jean-de-Védas, l'infrastructure Réseau Ferré de France entre Paulhan et Montpellier peut permettre de prolonger vers les communes de l'ouest de la métropole : Fabrègues, Cournonterral et Cournonsec. Une commission tramway de la communauté d'agglomération de Montpellier précise le parcours avec l'utilisation de la voie Réseau Ferré de France dans Montpellier pour éviter une partie des stations de la ligne 2 entre Sabines et Gare Saint-Roch.